# Esoscheletro degli insetti
L'esoscheletro degli Insetti è un apparato che svolge al tempo stesso le funzioni dei sistemi tegumentali e dello scheletro dei Vertebrati. Questo apparato è presente in tutti gli Artropodi. 
Come tutti gli apparati di rivestimento funge da protezione, secrezione ed escrezione e, come tutti gli apparati di sostegno, offre supporto agli organi e attacco al sistema muscolare.

## Struttura istologica
La struttura base dell'esoscheletro è quella di un qualsiasi sistema tegumentale complesso. Dall'interno all'esterno, si compone, infatti, dei seguenti tre strati:
- un tessuto connettivale, detto membrana basale;
- un tessuto epiteliale, detto epidermide;
- un tessuto inerte, detto cuticola.

A questi elementi strutturali si associano elementi ghiandolari e sensoriali
La membrana basale è un tessuto formato da fibre collagene, che mette in relazione l'apparato tegumentale con la cavità interna del corpo. Si ritiene sia prodotta dalle cellule dell'epidermide.
L'epidermide è un epitelio semplice, formato cioè da un solo strato di cellule. Rappresenta la componente "viva" dell'esoscheletro e presiede principalmente alla costruzione della cuticola. Poiché tale funzione riguarda in particolare l'insetto in fase di sviluppo, le cellule dell'epidermide sono particolarmente attive negli stadi giovanili, in quanto in prossimità della muta devono generare la nuova cuticola. Queste cellule si presentano di forma cubica o cilindrica negli stadi giovanili e appiattita nell'insetto adulto.
La cuticola è un tessuto formato dall'organizzazione strutturale complessa di composti organici macromolecolari che nell'insieme devono conferire, all'esoscheletro, rigidità, elasticità e inerzia chimica. È priva di elementi cellulari, perciò si può definire un tessuto inerte, anche se gli strati più interni sono permeati da fibre nervose. La complessità funzionale della cuticola è dovuta alla differenziazione di più strati in cui cambiano sia la composizione chimica sia l'organizzazione strutturale. La stratificazione vede la successione di due strati:
- epicuticola, più esterno;
- procuticola, più interno.

La procuticola si differenzia a sua volta in due strati, di cui quello esterno, meno spesso, è detto esocuticola, mentre quello interno, più spesso, è detto endocuticola.

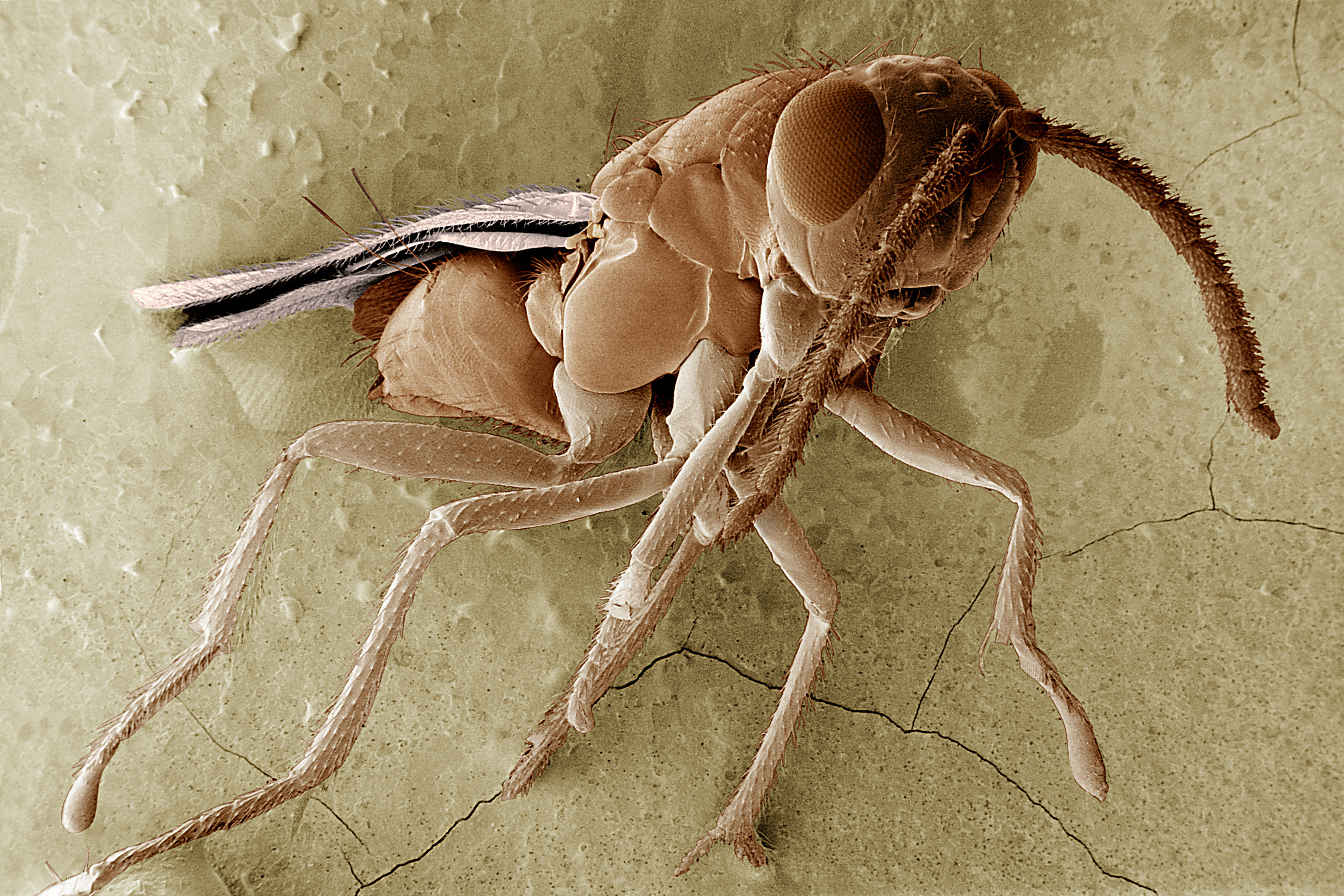
L'esoscheletro degli insetti, al microscopio, risulta formato da un insieme di placche sclerotizzate ed elastiche, dette scleriti, saldate fra loro da tratti di tegumento "membranoso" flessibile.

L'epicuticola, spessa al massimo poche unità di micron, svolge principalmente funzioni di isolamento e protezione del corpo dall'ambiente esterno. Le sue proprietà principali consistono pertanto nell'inerzia chimica e nell'impermeabilità. Dal punto di vista chimico è di natura cerosa-lipoproteica-tannica. Le cere si localizzano nello strato più esterno, mentre le lipoproteine si localizzano all'interno. Queste ultime formano un complesso macromolecolare detto cuticolina che, in un secondo tempo, si trasforma in sclerotina, che acquisisce doti di durezza e plasticità per condensazione delle molecole proteine ad opera di composti chinonici (tannizzazione).
L'esocuticola, più spessa dell'epicuticola, svolge funzioni prettamente meccaniche, in quanto fornisce all'esoscheletro la sua peculiare rigidità. La struttura biochimica è costituita da fibrille di chitina immerse in una matrice lipoproteica tannizzata, simile pertanto alla sclerotina dell'epicuticola. Nel complesso questa struttura acquisisce doti di resistenza meccanica e flessibilità, conferite dalla chitina, e di rigidità, conferite dalla matrice lipoproteica tannizzata.

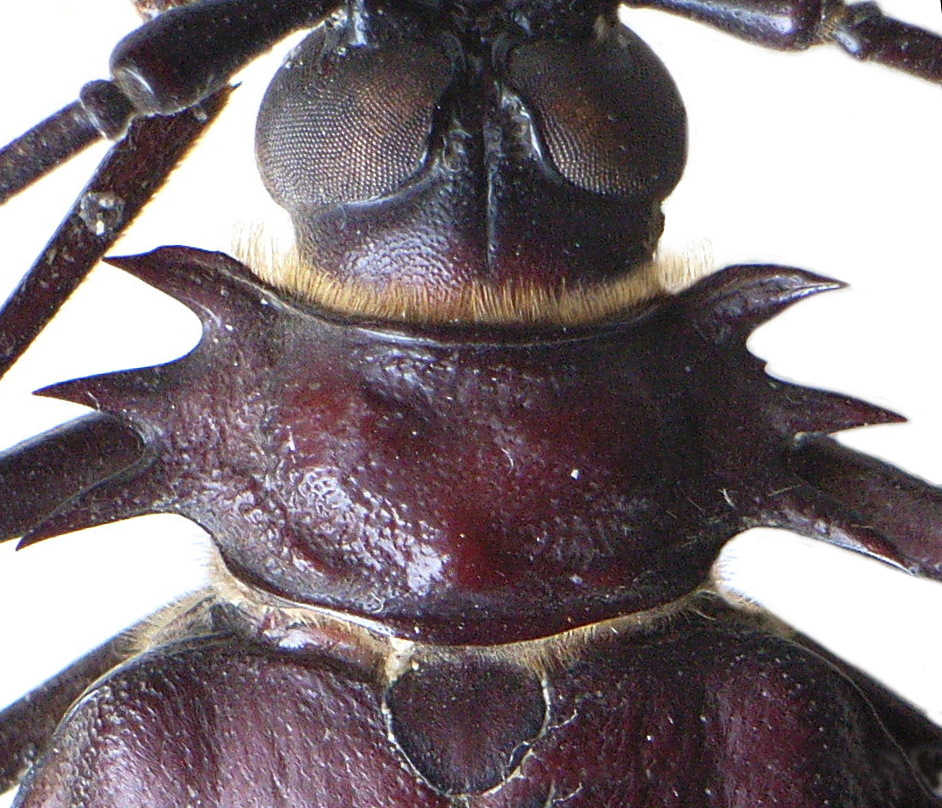
Processi del pronoto di un Coleottero.

L'endocuticola rappresenta lo strato più spesso dell'intera cuticola ed è fondamentalmente costituita da fibrille di chitina organizzate in strutture lamellari pluristratificate e immerse in una matrice lipoproteica non tannizzata. Questa struttura conferisce all'esoscheletro una notevole elasticità. Particolarmente importante è la presenza di una particolare proteina elastica, la resilina, dotata di eccezionali proprietà meccaniche. La resilina si localizzerebbe in quantità significative proprio nelle regioni del corpo interessate ad un'intensa attività muscolare, in particolare negli zampe saltatorie e negli scleriti ascellari.
Lo spessore della procuticola è permeato di terminazioni nervose e dotti escretori delle ghiandole tegumentali e, infine, da sottili canalicoli, detti pori canali. Attraverso i pori canali passano i secreti delle cellule epidermiche, che, nel corso della muta, si depositano generando la nuova cuticola sotto la vecchia.
La continuità di questa stratificazione s'interrompe in corrispondenza dell'intersezione di alcuni degli elementi morfologici che formano la struttura esterna dell'esoscheletro (processi cellulari, tricomi).

## Elementi morfologici

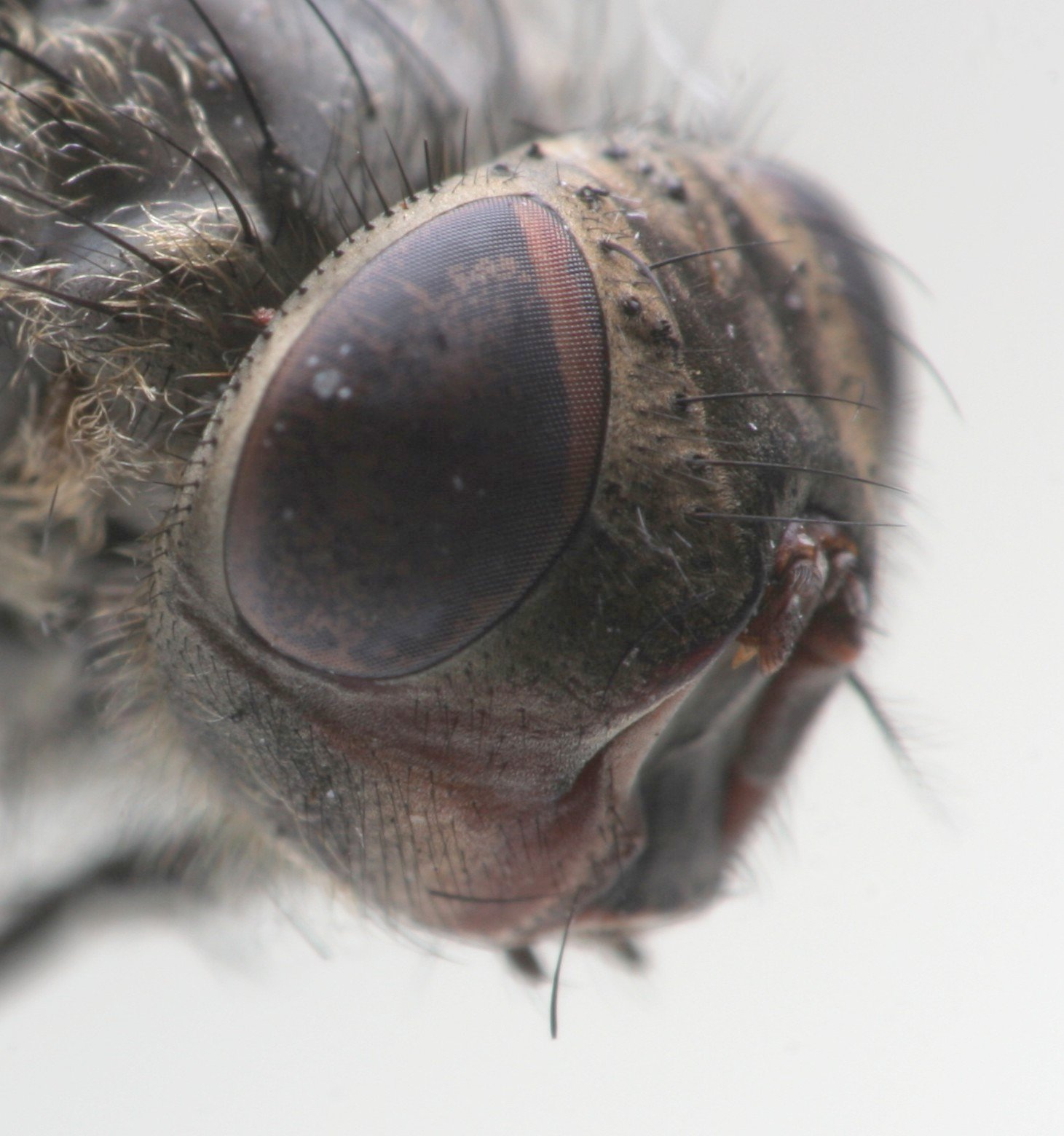
Nella determinazione tassonomica dei Ditteri si considera spesso anche la distribuzione e il numero delle setole nel capo e nel torace.

Gli elementi morfologici che formano l'esoscheletro degli insetti sono gli scleriti, i processi e i tricomi, termine con cui genericamente si indicano le setole, i peli e le squame.
La cuticola degli insetti non ha uno spessore uniforme in tutto il corpo, ma vi sono zone di minore resistenza che conferiscono al complesso dell'esoscheletro quella necessaria flessibilità che permette i movimenti del corpo. Queste zone di minore resistenza sono caratterizzate da una consistenza membranosa, a causa del ridotto sviluppo in spessore della cuticola e, in particolare, dell'esocuticola, e si identificano con le membrane intersegmentali e le suture.
Le membrane intersegmentali connettono fra loro i singoli segmenti che formano il corpo degli insetti e, quindi, sono costituite dall'apparato tegumentale in corrispondenza delle articolazioni. Le suture sono invece linee di minore resistenza che suddividono l'esoscheletro di ogni segmento in aree fondamentalmente rigide, dette scleriti. Mentre le membrane intersegmentali permettono movimenti reciproci più o meno ampi fra le diverse parti che connettono, le linee di sutura sono responsabili dell'elasticità e della flessibilità che ha l'esoscheletro di un singolo segmento nel complesso. L'esoscheletro di un insetto si presenta, perciò, nel suo complesso, come un insieme di placche rigide, ma elastiche, connesse fra loro da linee o fasce di maggiore flessibilità. Esternamente gli scleriti si identificano con le aree in cui si suddividono le diverse regioni morfologiche del corpo.
I processi sono di due tipi, cellulari e non cellulari. I processi cellulari sono estroflessioni del tegumento, più o meno sviluppate, che mantengono la stessa struttura dell'esoscheletro; in altri termini, la loro struttura istologica riassume quella dello sclerite da cui è generato. I processi non cellulari sono invece proliferazioni della cuticola. I processi possono assumere forme svariate che nel complesso costituiscono le sculture dell'esoscheletro, rappresentate da creste, spine, condili. Possono avere svariate funzioni, come ad esempio costituire punti di articolazione (condili) o partecipare al fenomeno del mimetismo.
Setole, peli e squame sono appendici di origine unicellulare, prodotte da cellule tricogene situate nell'epidermide. La differenza tra peli e setole consiste nelle dimensioni e nella rigidità, più accentuate nelle setole; le squame invece sono peli appiattiti. La presenza di ramificazioni o forme particolari conferisce un'estrema variabilità morfologica a queste strutture tegumentali. A queste formazioni sono associate spesso funzioni sensoriali (sensilli tricoidei) in quanto sono connessi a terminazioni nervose.
Gli elementi morfologici dell'esoscheletro (forma e sviluppo degli scleriti; distribuzione, numero, aspetto e pigmentazione di processi, peli, setole, squame) sono di fondamentale importanza per la determinazione tassonomica su base morfologica. Gli entomologi hanno perciò dedicato una grande importanza a queste strutture, al di là della loro importanza intrinseca come elemento morfo-anatomico. Va tuttavia specificato che in molti gruppi sistematici, sostanzialmente uniformi, la determinazione tassonomica su base morfologica è possibile solo ad un esame microscopico.

## Muta

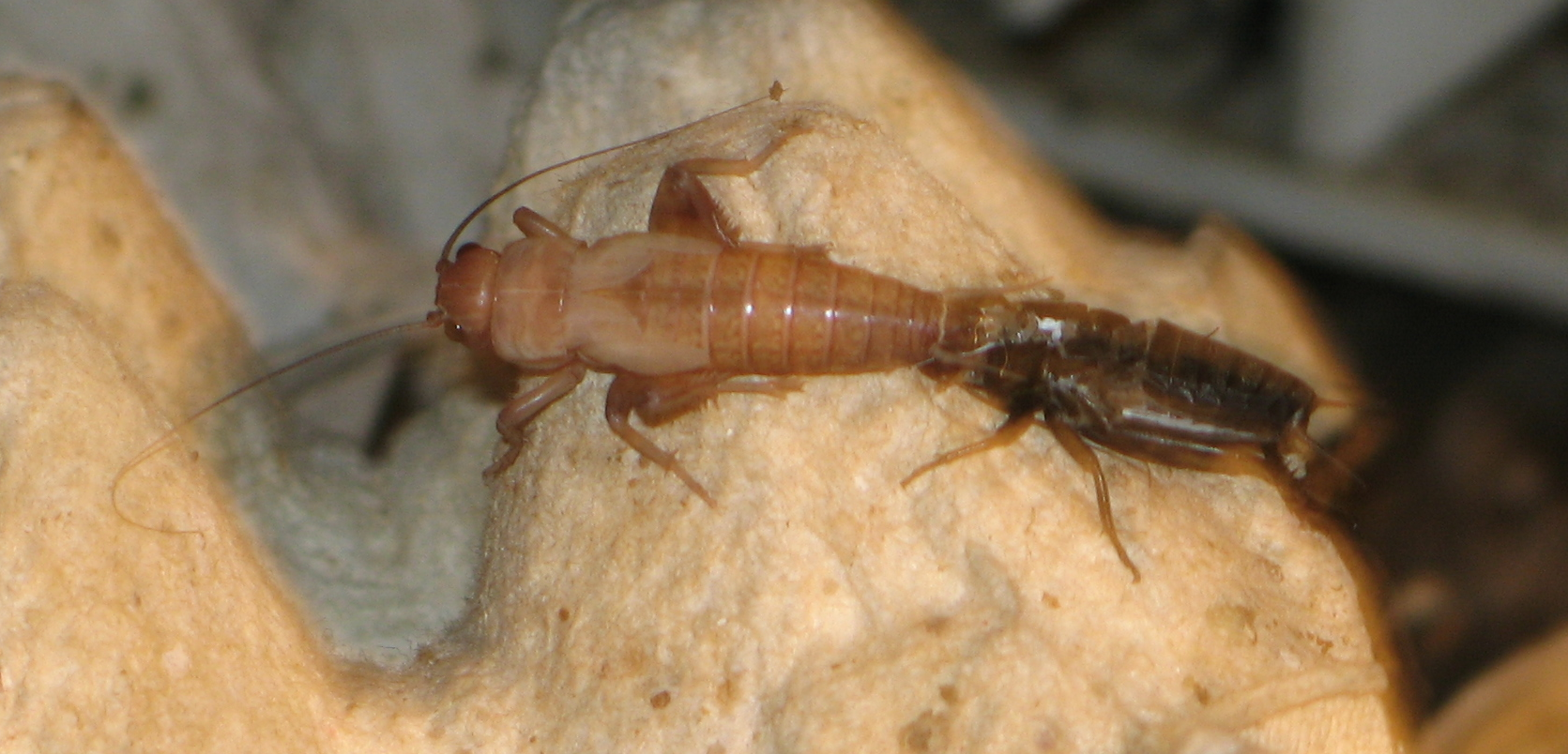
Le dimensioni di un insetto in crescita aumentano solo in occasione della muta, quando si abbandona la vecchia cuticola.

Il processo fisiologico di maggiore importanza, associato all'esoscheletro, è senza dubbio la muta. La sostanziale rigidità dell'esoscheletro impedisce infatti un accrescimento lineare continuo: un insetto in via di sviluppo non modifica le proprie dimensioni se non in occasione delle mute: la muta è il fenomeno per cui un insetto elabora una nuova cuticola abbandonando quella vecchia; fra una muta e quella successiva l'insetto aumenta di peso ma non di dimensioni, mentre in corrispondenza della muta si ha un brusco aumento delle dimensioni corporee.
Alla base della muta vi è il controllo da parte di un ormone, detto ecdisone o ormone della muta, prodotto da ghiandole ubicate nel protorace (ghiandole protoraciche ventrali). L'ecdisone stimola l'attività delle cellule dell'epidermide inducendo la muta. Il processo si svolge con successione graduale di più fasi di cui solo l'ultima si evidenzia all'esterno. Le tappe fondamentali sono le seguenti:
1. distacco della vecchia cuticola;

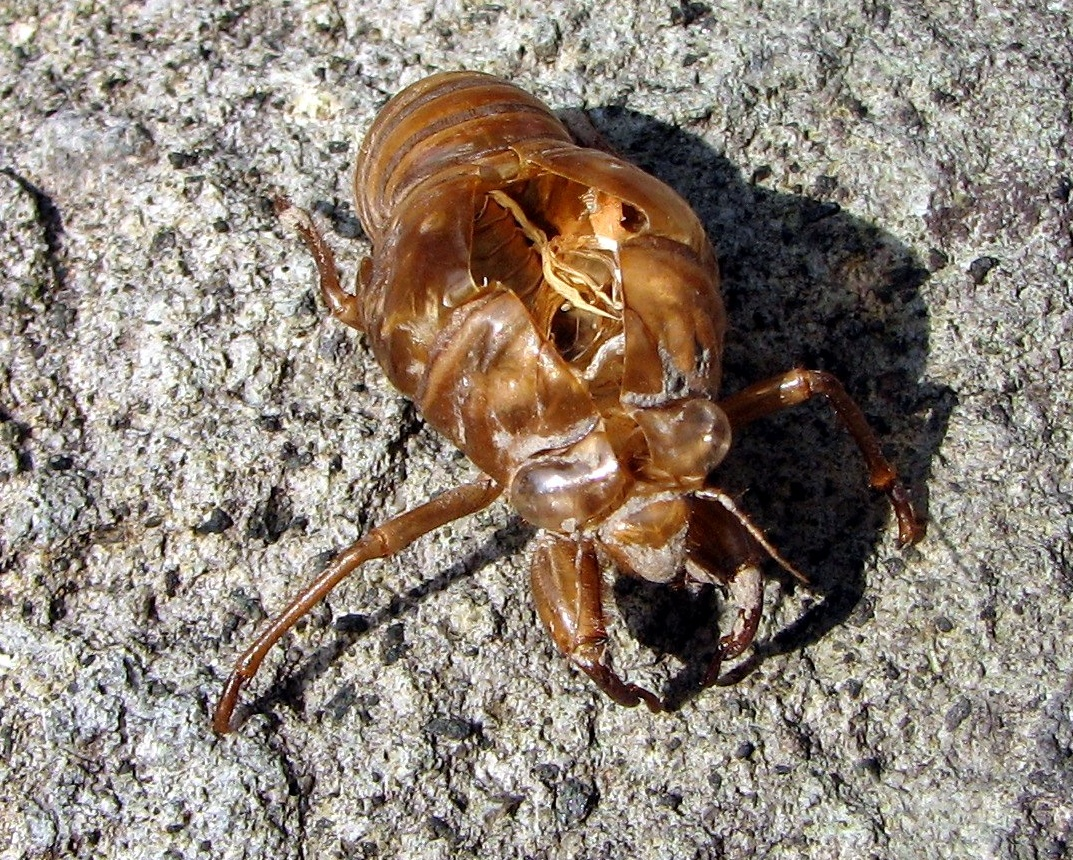
Gli strati più esterni della vecchia cuticola sono abbandonati con l'exuvia.

2. emissione del liquido esuviale, formato da enzimi litici che dissolvono gradualmente buona parte della vecchia cuticola;
3. rielaborazione delle sostanze prodotte dalla "digestione" della vecchia cuticola che verranno trasportate e depositate, lungo i pori canali, per formare la nuova cuticola;
4. lacerazione della vecchia cuticola e abbandono.

Durante questo processo, il liquido esuviale ha un ruolo fondamentale nel "riciclaggio" dei componenti della vecchia cuticola. In pratica viene riassorbita quasi completamente l'endocuticola, in quanto il liquido esuviale non intacca l'epicuticola e l'esocuticola. Una volta terminata la costruzione della nuova cuticola, l'insetto, aiutandosi con movimenti muscolari e con il rigonfiamento del corpo, provoca la lacerazione di ciò che resta della vecchia cuticola, in corrispondenza delle suture. Della vecchia cuticola resta uno strato relativamente sottile, detto exuvia.
Durante la muta la nuova cuticola si mantiene molle. Successivamente si verifica l'ossidazione di sostanze polifenoliche con formazione di chinoni, i quali sono responsabili della tannizzazione e, quindi, dell'indurimento degli strati esterni della nuova cuticola.